# Sultopridă
Sultoprida este un antipsihotic atipic derivat de benzamidă, fiind utilizat în unele țări din Asia în tratamentul schizofreniei și al psihozelor. Căile de administrare disponibile sunt orală și intramusculară. Este un antagonist dopaminergic al receptorilor D2 și D3.